# Вест-Тісбері (Массачусетс)
Вест-Тісбері (англ. West Tisbury) — місто (англ. town) в США, в окрузі Дюкс штату Массачусетс. Населення — 3555 осіб (2020).

## Демографія
Згідно з переписом 2010 року, у місті мешкало 2740 осіб у 1197 домогосподарствах у складі 733 родин. Було 2204 помешкання
Расовий склад населення:
| - 94,9 % — білих - 0,9 % — чорних або афроамериканців - 0,7 % — азіатів - 0,6 % — корінних американців |

До двох чи більше рас належало 2,0 %. Частка іспаномовних становила 1,3 % від усіх жителів.
За віковим діапазоном населення розподілялося таким чином: 20,0 % — особи молодші 18 років, 65,9 % — особи у віці 18—64 років, 14,1 % — особи у віці 65 років та старші. Медіана віку мешканця становила 46,9 року. На 100 осіб жіночої статі у місті припадало 91,3 чоловіків;  на 100 жінок у віці від 18 років та старших — 91,9 чоловіків також старших 18 років.
Середній дохід на одне домашнє господарство  становив 105 893 долари США (медіана — 92 188), а середній дохід на одну сім'ю — 120 914 долари (медіана — 97 271). Медіана доходів становила 67 292 долари для чоловіків та 55 469 доларів для жінок. За межею бідності перебувало 3,7 % осіб, у тому числі 0,0 % дітей у віці до 18 років та 0,3 % осіб у віці 65 років та старших.
Цивільне працевлаштоване населення становило 1322 особи. Основні галузі зайнятості: будівництво — 22,2 %, науковці, спеціалісти, менеджери — 16,3 %, освіта, охорона здоров'я та соціальна допомога — 15,1 %.